# Lucio Mendieta y Núñez
Pour les articles homonymes, voir Núñez.
Lucio Mendieta y Núñez (1895-1988) était un sociologue et juriste mexicain. Ses travaux sur le monde rural et l'agriculture au Mexique sont importants et il est un des responsables de la transformation de la sociologie mexicaine en un champ institutionnel.

## Rôle dans l'institution de la sociologie mexicaine
Mendieta y Núñez a été fortement impliqué dans la constitution d'institutions de recherche, de vulgarisation et de diffusion des sciences sociales au Mexique. À ce titre, on le considère comme l'un des fondateurs de la sociologie institutionnelle au Mexique. Ainsi, par exemple, Mendieta y Núñez sera l'instigateur en 1930 de l'Instituto de Investigaciones Sociales (Institut de recherches sociales), de la Revista Mexicana de Sociología (Revue mexicaine de sociologie) qui sera créée en 1939 et des Cuadernos de Sociología (Cahiers de sociologie), qu'il lancera en 1947. Par ailleurs il sera pendant longtemps président de l'Asociación Mexicana de Sociología.

### Instituto de Investigaciones Sociales
De 1939 à 1965 il sera directeur de l'Instituto de Investigaciones Sociales de l'Université nationale autonome du Mexique (UNAM). L'Institut fut créé en 1930 à son initiative. Dès ses débuts cet institut sera un des rares membres institutionnels de l'Association internationale de sociologie. Cet Institut a comme objectif de vulgariser les sciences sociales.

### Revista Mexicana de Sociología
En 1939, il créera la Revista Mexicana de Sociología qui publiera des articles théoriques et empiriques en espagnol. Celle-ci est la revue de sciences sociales la plus ancienne encore en activité en Amérique latine.

## Sa sociologie
Sa sociologie est d'inspiration wéberienne, on y retrouve, par exemple, les catégories de prestige, de pouvoir et d'autorité. En effet, Mendieta y Núñez se concentre sur l'étude des relations de pouvoir et des représentations symboliques. Il définit la société comme la rencontre d'individus qui vivent des interrelations matérielles et spirituelles constantes et complexes. Sa sociologie approche le juridique et le politique en matière de relations entre groupes et de représentation de la stratification sociale.

### Sociologue de la ruralité
Durant ses études de droit à Mexico, Lucio Mendieta y Núñez, originaire d'Oaxaca dans le sud du Mexique, prend parti pour les travailleurs ruraux. À partir des années 1920, il occupera plusieurs fonctions de conseilleur dans l'administration fédérale ainsi qu'au Partido Nacional Revolucionario. Durant toute sa carrière Mendieta y Núñez maintint des rapports étroits avec l'administration publique qu'il conseille à de nombreuses reprises sur des thématiques liées à l'agriculture et aux relations avec les indigènes du Mexique. Dans ses études sur le monde rural, Mendieta y Núñez analyse les politiques agricoles, mais également la stratification et les représentations. Il étudie différents aspects du folklore.

### Sociologue de l'université
Mendieta y Núñez s'intéressera aussi à l'étude de l'université. Il étudiera le rôle social du sociologue, mais également la figure de l'intellectuel universitaire dans sa relation au travail et à l'institution.

## Reconnaissances
En reconnaissance de son travail de pionnier, la UNAM a donné à une salle le nom de Lucio Mendieta y Núñez ainsi qu'à un prix, la médaille Mendieta y Núñez, récompensant un chercheur en sciences sociales.

### en français
- Théorie des groupements sociaux (1957) traduction de Armand Cuvillier.

### en espagnol
- Las poblaciones indígenas de América ante el derecho actual (1936)
- El derecho precolonial (1937)
- El problema agrario de México (1937)
- Teoría de la revolución (1959)
- Sociología de la burocracia (1961)
- Sociología del arte (1962)
- Sociología del poder (1969)
- México indígena (1986)